# Santo Pipó
Santo Pipó är en ort i Argentina.   Den ligger i provinsen Misiones, i den nordöstra delen av landet, 900 km norr om huvudstaden Buenos Aires. Santo Pipó ligger 174 meter över havet och antalet invånare är 5 447.
Terrängen runt Santo Pipó är platt. Närmaste större samhälle är Gobernador Roca, 7,4 km sydväst om Santo Pipó.
I omgivningarna runt Santo Pipó växer i huvudsak städsegrön lövskog. Runt Santo Pipó är det ganska glesbefolkat, med 38 invånare per kvadratkilometer.